# Камно Брдо
Камно Брдо (словен. Kamno Brdo) — поселення в общині Іванчна Гориця, Осреднєсловенський регіон, Словенія. Висота над рівнем моря: 629,6 м.